# 전통 레슬링
세계 각지에는 전통적으로 레슬링과 비슷한 스포츠가 존재한다. 태권도나 권투 같은 맨손 타격기 또는 검도나 펜싱 등 무기를 사용하는 타격기는 포함하지 않는다.

## 아시아

### 동아시아
- 그(쓰촨 이어: ꇱ/格)
- 솨이자오(중국어: 摔跤)
  - 즈리 솨이자오(중국어: 直隶摔跤)
    - 바오딩 솨이자오(중국어: 保定摔跤)
    - 베이징 솨이자오(중국어: 北京摔跤)/징자오(중국어: 京跤)/관자오(중국어: 掼跤)/랴오자오(중국어: 撩跤)
    - 톈진 솨이자오(중국어: 天津摔跤)

  - 산시 솨이자오(중국어: 山西摔跤)/뎨자오(중국어: 跌跤)
- 스모(일본어: 相撲/すもう)

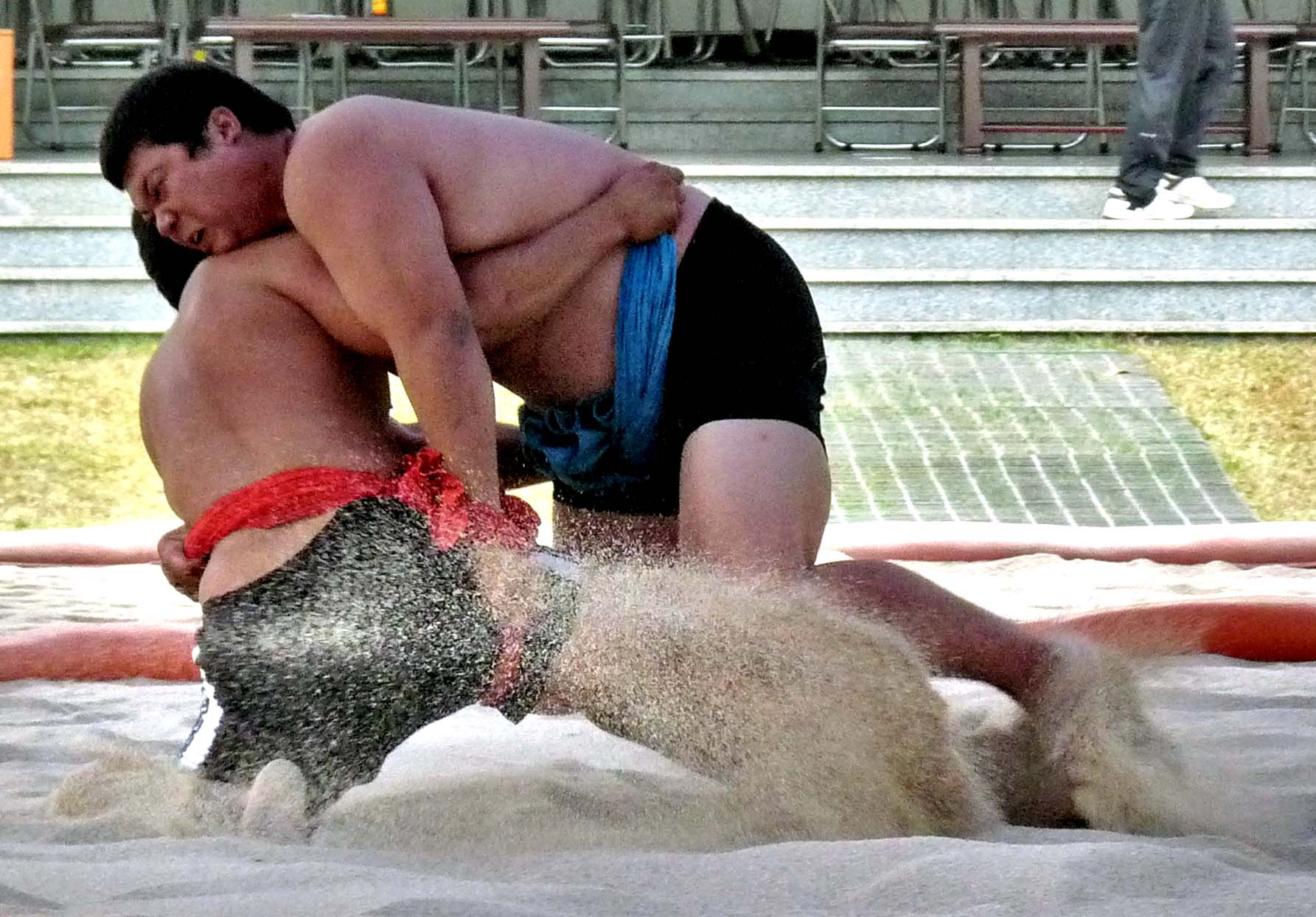
씨름

- 씨름/각력(角力)/각저(角觝/角抵)/각희(角戲)/상박(相撲)/요교(撩跤)
- 테구미(오키나와어: 手組/てぐみ)/무토(오키나와어: ムートウ/無刀)

### 동남아시아
- 나반(버마어: နပန်း)
- 더우 벗(베트남어: đấu vật)/벗 꼬쭈옌(베트남어: vật cổ truyền)
- 두모그(필리핀어: dumog)
- 바옥 짬밥(크메르어: បោកចំបាប់)
- 부노(필리핀어: buno)
- 불통(필리핀어: bultong)

### 남아시아

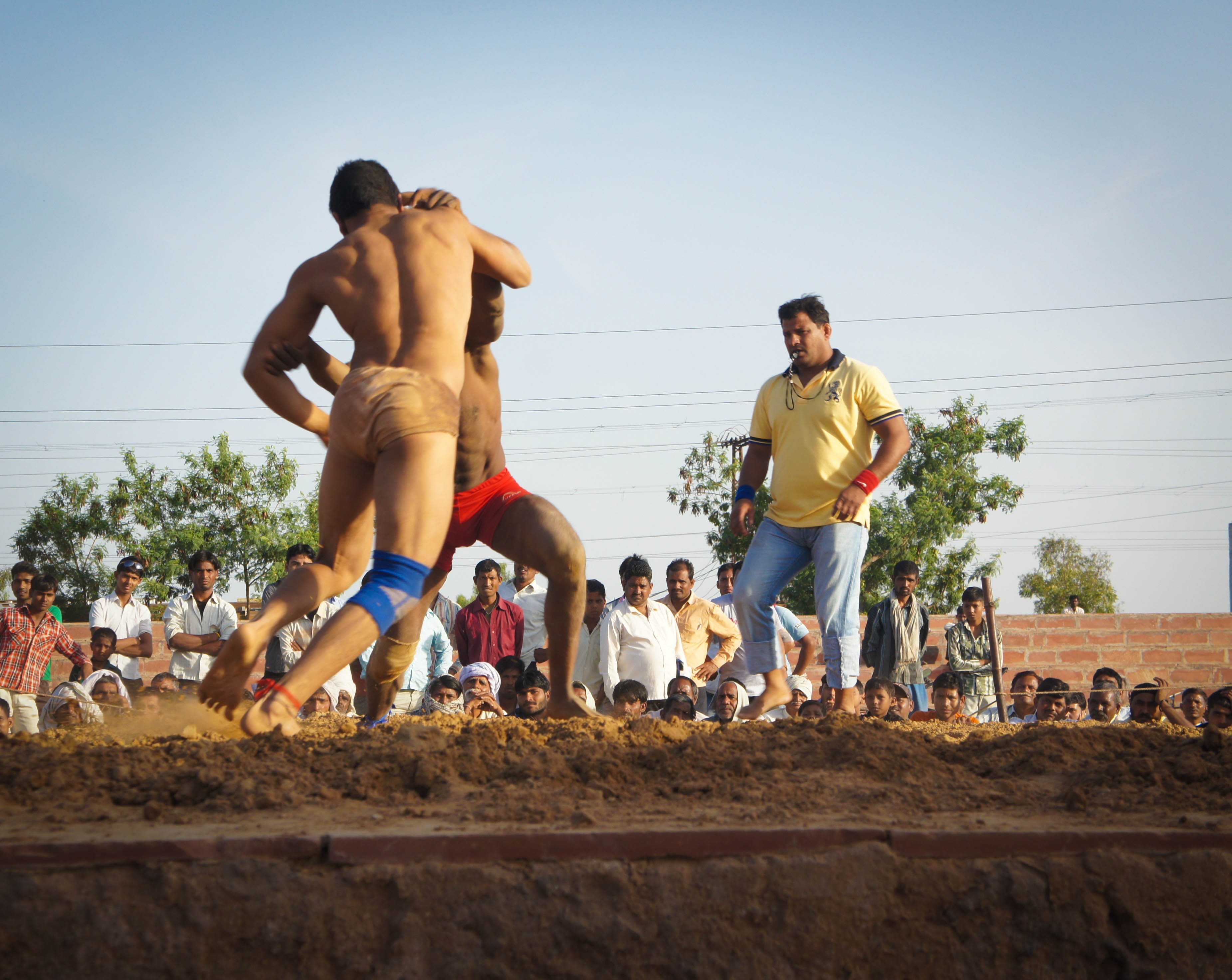
펠바니

- 말라유다(힌디어: मल्लयुद्ध)
- 말라크라(우르두어: ملاکھڑا)/말라크로(신드어: ملاکڙو)
- 무크나(마니푸리어: ꯃꯨꯛꯅꯥ)
- 바즈라무슈티(힌디어: वज्रमुष्टि)
- 베가(티베트어: སྦེ་ག/중국어: 北嘎)
- 볼리켈라(벵골어: বলীখেলা)
- 인부안(루샤이어: inbuan)
- 펠바니(힌디어: पहलवानी/우르두어: پہلوانی)

### 중앙아시아
- 괴레시(투르크멘어: göreş)
- 귀슈팅기리(타지크어: гӯштингирӣ)
- 보흐(몽골어: бөх/몽골어: ᠪᠥᠬᠡ)

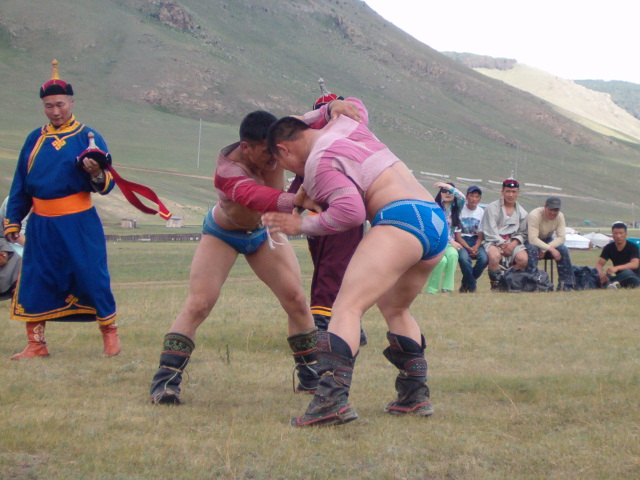
보흐

  - 내몽골 보흐(몽골어: ᠥᠪᠥᠷ ᠮᠣᠩᠭᠣᠯ ᠤᠨ ᠪᠥᠬᠡ/중국어: 内蒙古搏克)/우젬친 보흐(몽골어: ᠦᠵᠦᠮᠦᠴᠢᠨ ᠪᠥᠬᠡ)/호르친 보흐(몽골어: ᠬᠣᠷᠴᠢᠨ ᠪᠥᠬᠡ)
  - 부랴트 보흐(부랴트어: бүхэ барилдаан/러시아어: бурятская борьба)
  - 부흐 놀롤돈(몽골어: бух ноололдоон/ᠪᠤᠬ᠎ᠠ ᠨᠣᠣᠯᠠᠯᠳᠤᠭᠠᠨ)
  - 할하 보흐(몽골어: Халхын бөх)/운데치니 보흐(몽골어: үндэсний бөх)
- 알르시(키르기스어: алыш)
- 첼리시(위구르어: چېلىش/중국어: 且里西)
- 쾨레시(바시키르어·타타르어: көрәш)
- 쿠라시(우즈베크어: kurash)
- 퀴레스(카자흐어: күрес)
- 후레시(투바어: хүреш)

### 서남아시아
- 귀레슈(튀르키예어: güreş)
  - 얄르 귀레슈(튀르키예어: yağlı güreş)

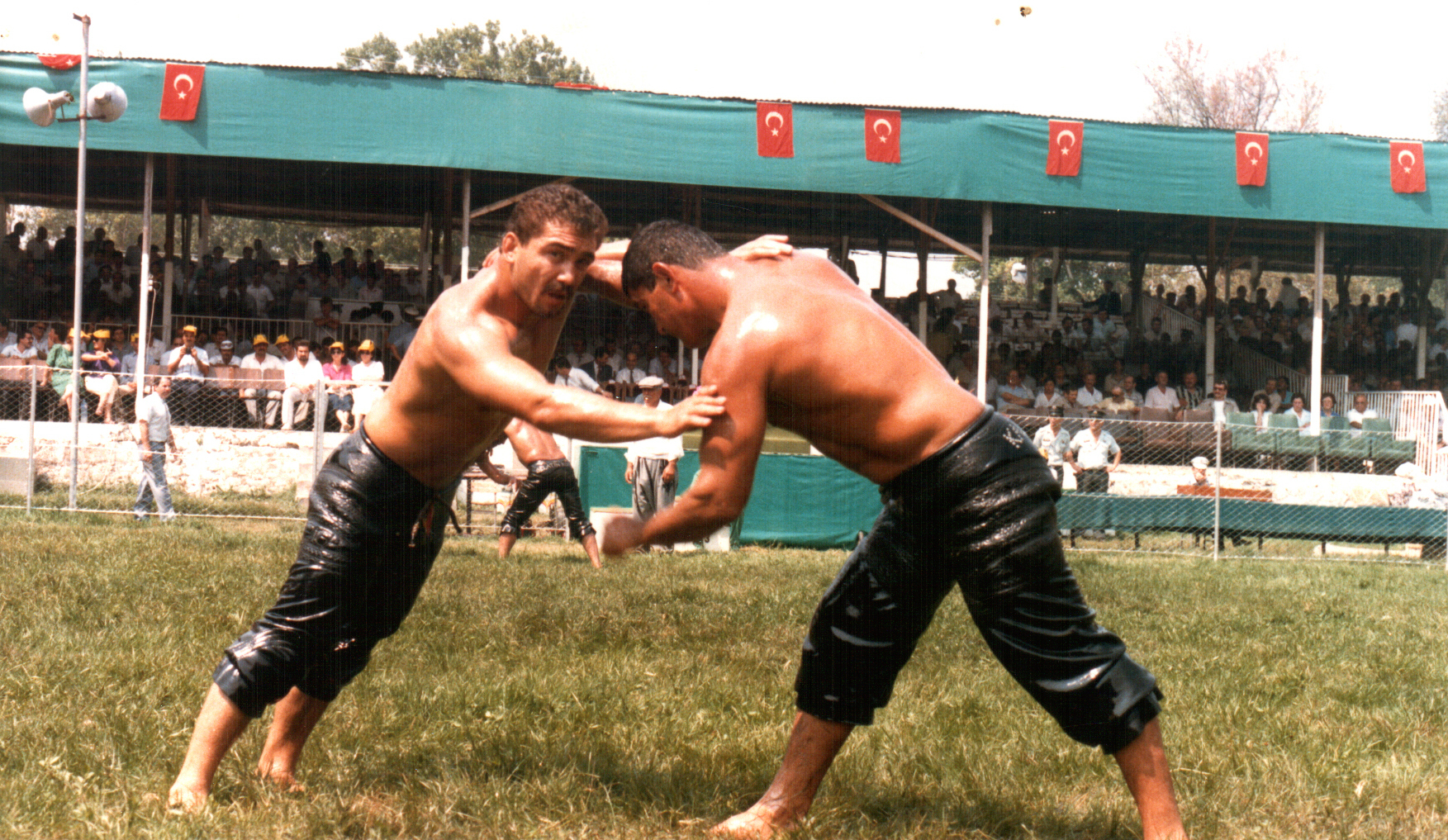
얄르 귀레슈

  - 카라쿠자크 귀레슈(튀르키예어: karakucak güreş)
- 귈레슈(아제르바이잔어: güləş)
- 코슈티(페르시아어: کشتی)
- 코흐(아르메니아어: կոխ)
- 흐리돌리(조지아어: ხრიდოლი)

## 유럽
- 구렌(브르타뉴어: gouren)
- 글리마(아이슬란드어: glíma)

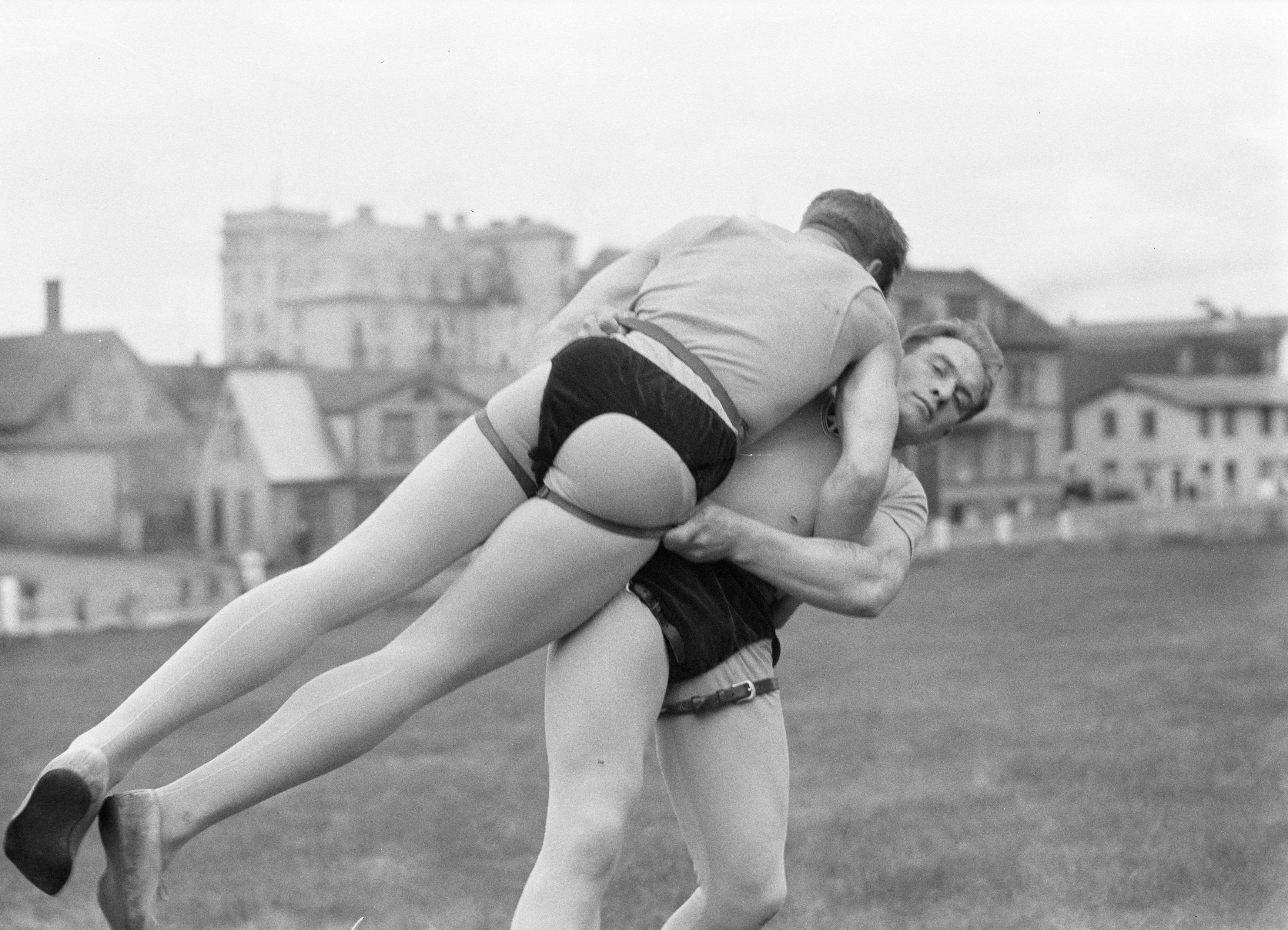
글리마

- 나로드노 르바네(세르비아어: narodno rvanje/народно рвање)
- 데번 레슬링(영어: Devon wrestling)
- 랑겔른(오스트리아 독일어: Ranggeln)
- 랭커셔 레슬링(영어: Lancashire wrestling)
- 백홀드 레슬링(영어: Backhold wrestling)
  - 스코티시 백홀드(영어: Scottish backhold)
  - 컴벌랜드 웨스트모얼랜드 레슬링(영어: Cumberland and Westmorland wrestling)
- 슈빙겐(독일어: Schwingen)/호젠루프(알레만어: Hosenlupf)
- 칼라앤드엘보(영어: Collar-and-elbow)/코리오흐트(아일랜드어: coraíocht)
- 콘월 레슬링(영어: Cornish wrestling)/옴도울 케르네웨크(콘월어: omdowl Kernewek)
- 크락카스트(스웨덴어: kragkast)

## 아프리카
- 기디그보(요루바어: gidigbo)

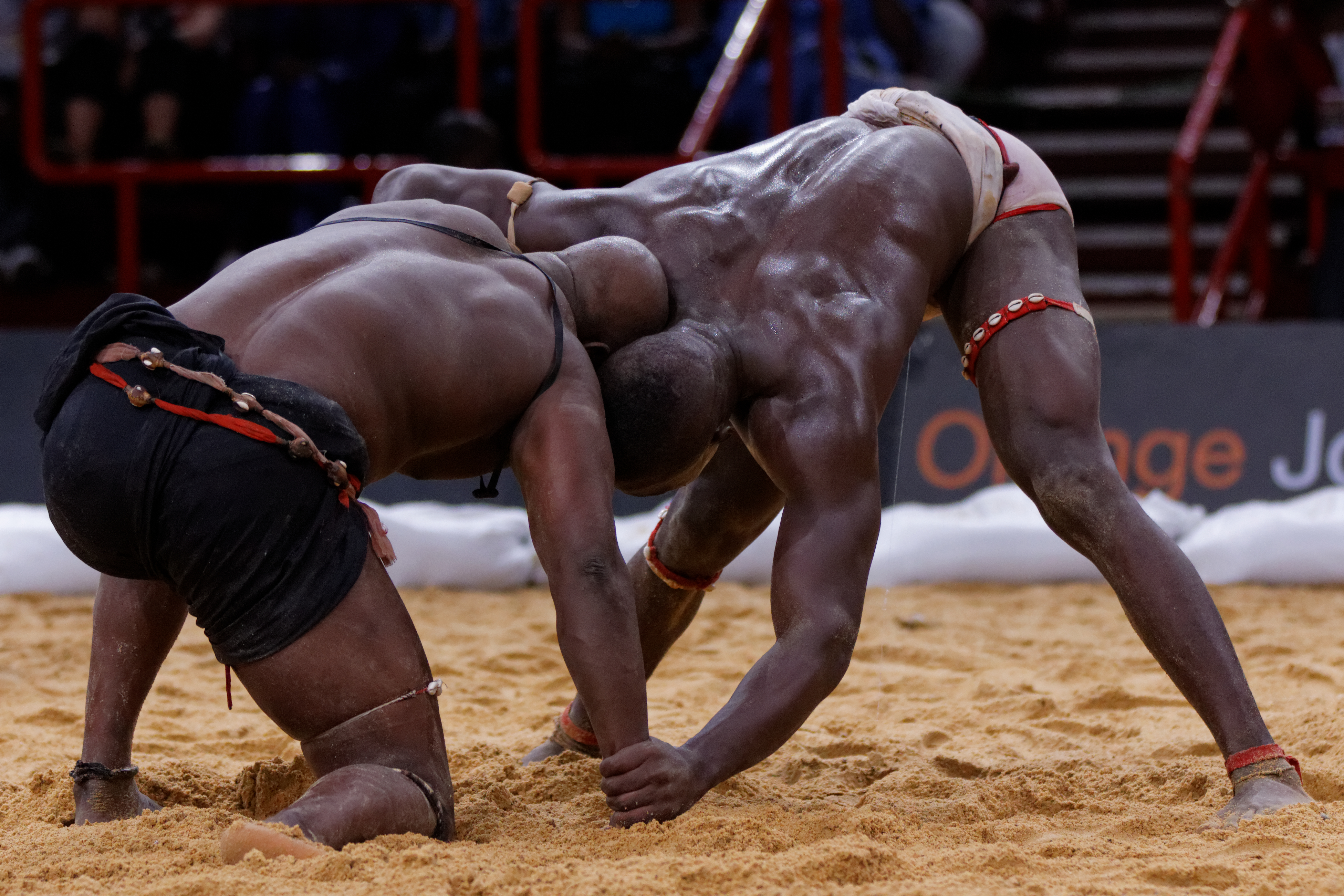
세네갈 씨름

- 서아프리카 씨름(프랑스어: lutte traditionnelle)
  - 감비아 씨름(영어: Gambian wrestling)/버레(월로프어: bëré)/뇨보링고(만딩고어: nyoboringo)
  - 세네갈 씨름(프랑스어: lutte sénégalaise)/은둄(세레르어: njom)/람브(월로프어: làmb)/시녜타(밤바라어: siɲɛta)
- 카나리아 씨름(스페인어: lucha canaria)
- 트글(암하라어: ትግል)

## 아메리카

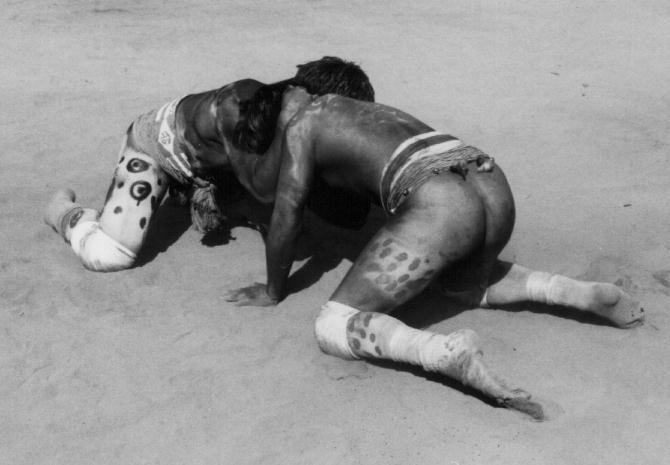
후카후카

- 후카후카(브라질 포르투갈어: huka-huka)

## 오세아니아
- 코레다(오스트레일리아 영어: coreeda)